# Robert Kiserlovski
Robert Kiserlovski (Čačak, Serbia 9 de agosto de 1986) es un ciclista croata que fue profesional entre 2005 y 2018.

## Biografía
Debutó como profesional el año 2005 con el equipo esloveno KRKA-Adria Mobil.
En 2010 debutó en el Giro de Italia con el equipo Liquigas, haciendo las labores de gregario para Ivan Basso quien terminaría campeón, Kiserlovski finalizaría 10.º en la general final.
Para la temporada 2012 corrió su primer Tour de Francia, pero en la etapa 14 sufrió una caída, debido a que en un descenso pusieron tachuelas en el camino, haciendo que se cayera, y sufriera una fractura de clavícula forzándolo a abandonar la competencia. Consiguió el Campeonato de Croacia en Ruta en 2013.

## Palmarés
2007
- Gran Premio Palio del Recioto

2010
- Giro de los Apeninos

2012
- 3.º en el Campeonato de Croacia en Ruta

2013
- Campeonato de Croacia en Ruta

## Resultados en Grandes Vueltas y Campeonatos del Mundo
| Carrera         | Carrera         | 2005 | 2006 | 2007 | 2008 | 2009 | 2010 | 2011 | 2012 | 2013 | 2014 | 2015 | 2016 | 2017 | 2018 |
| --------------- | --------------- | ---- | ---- | ---- | ---- | ---- | ---- | ---- | ---- | ---- | ---- | ---- | ---- | ---- | ---- |
|                 | Giro de Italia  | —    | —    | —    | —    | —    | 10.º | 43.º | —    | 15.º | 10.º | —    | —    | 31.º | —    |
|                 | Tour de Francia | —    | —    | —    | —    | —    | —    | —    | Ab.  | —    | —    | —    | 58.º | 31.º | Ab.  |
|                 | Vuelta a España | —    | —    | —    | —    | Ab.  | —    | 18.º | —    | 17.º | —    | —    | Ab.  | —    | —    |
| Mundial en Ruta | Mundial en Ruta | —    | —    | Ab.  | —    | —    | —    | 76.º | —    | —    | —    | —    | —    | —    | —    |

—: no participa

Ab.: abandono

## Equipos
- Adria Mobil (2005-2008)
  - KRKA-Adria Mobil (2005)
  - Adria Mobil (2006-2008)
- Amica Chips-Knauf (2009)
- Fuji-Servetto (2009)
- Liquigas-Doimo (2010)
- Astana (2011-2012)
- RadioShack/Trek (2013-2014)
  - RadioShack Leopard (2013)
  - Trek Factory Racing (2014)
- Tinkoff (2015-2016)
  - Tinkoff-Saxo (2015)
  - Tinkoff (2016)
- Team Katusha-Alpecin (2017-2018)